# Протесты в Ираке (2015—2018)
Протесты в Ираке начались в 2015 году. Конкретной причиной протестов был перенос голосования депутатов по новому составу правительства из-за нехватки кворума.

## Предпосылки
Политический кризис в Ираке обострился на фоне недовольства населения ростом коррупции и призывов к отставке правительства.
13 апреля 2016 года депутаты парламента начали забастовку. Раскол произошел из-за разногласий при выборе нового состава правительства. Протесты были инициированы членами шиитского блока "Аль-Ахрар", идеологом которого выступает Муктада ас-Садр.

## Начало протестов
30 апреля 2016 года сторонники шиитского лидера Муктады ас-Садра ворвались в здание парламента Ирака, где депутаты не смогли проголосовать по новому составу правительства из-за нехватки кворума (рассмотрение этого вопроса было решено перенести на 3 мая). В результате протестующие разгромили зал заседаний. От рук демонстрантов пострадали депутаты, некоторым из них удалось бежать из здания через запасной выход. Позднее протестующие покинули парламент вечером и переместились на одну из площадей внутри правительственной "зеленой зоны".
Военное командование Багдада объявило чрезвычайное положение в городе и перешло в режим полной боевой готовности. Были перекрыты все въезды в иракскую столицу, а из "зеленой зоны" (так называется район, где находятся правительственные учреждения) эвакуированы посольства США и других стран. Также закрытыми оказались представительства ООН. Против протестующих были примененыслезоточивый газ и резиновые пули, а спецподразделения полиции и президентская гвардия попытались не допустить бастующих к мосту, расположенному недалеко от комплекса зданий американской дипломатической миссии.
1 мая премьер-министр Ирака Хайдер аль-Абади поручил МВД страны привлечь к ответственности демонстрантов, напавших на парламентариев и разгромивших зал заседаний Совета представителей Ирака. Въезды в столицу страны были вновь открыты.
В свою очередь лояльные Садре ополченцы остаются в палатках близ парламента и к тому же окружили здание парламента, не пуская туда людей.
В ночь на 2 мая протестующие приостановили акции протеста из-за паломничества, которое они должны совершить. Однако, по сообщениям некоторых источников, шиитские активисты намерены вернуться в «зеленую зону» города.